# 12923 Zephyr
12923 Zephyr este o planetă minoră (asteroid potențial periculos⁠(d)), cu un diametru de 2,06 km, din Asteroid Apollo. A fost descoperită pe 11 aprilie 1999 la Stația Anderson Mesa de Lowell Observatory Near-Earth-Object Search și a fost numită după Zephyrus⁠(d). 
Obiectul prezintă o orbită caracterizată de o semiaxă mare de 1,9618067 UAi, o excentricitate de 0,49141964, o înclinație de 5,289203 ° în raport cu ecliptica.